# Афанасьєв Геннадій Сергійович
Генна́дій Сергійович Афана́сьєв (8 листопада 1990, Сімферополь, УРСР — 18 грудня 2022, Білогорівка, Луганська область, Україна) — український активіст громадянського спротиву російській окупації Криму, політв'язень, публіцист, військовий ЗСУ. Один із незаконно звинувачених у справі так званих «терористів групи Сенцова». Був заарештований до того, як співробітники російського «ФСБ» взяли під варту українців Олега Сенцова і Олександра Кольченка. Затримання відбулося в Україні 9 травня 2014 року на одній з вулиць окупованого Сімферополя.

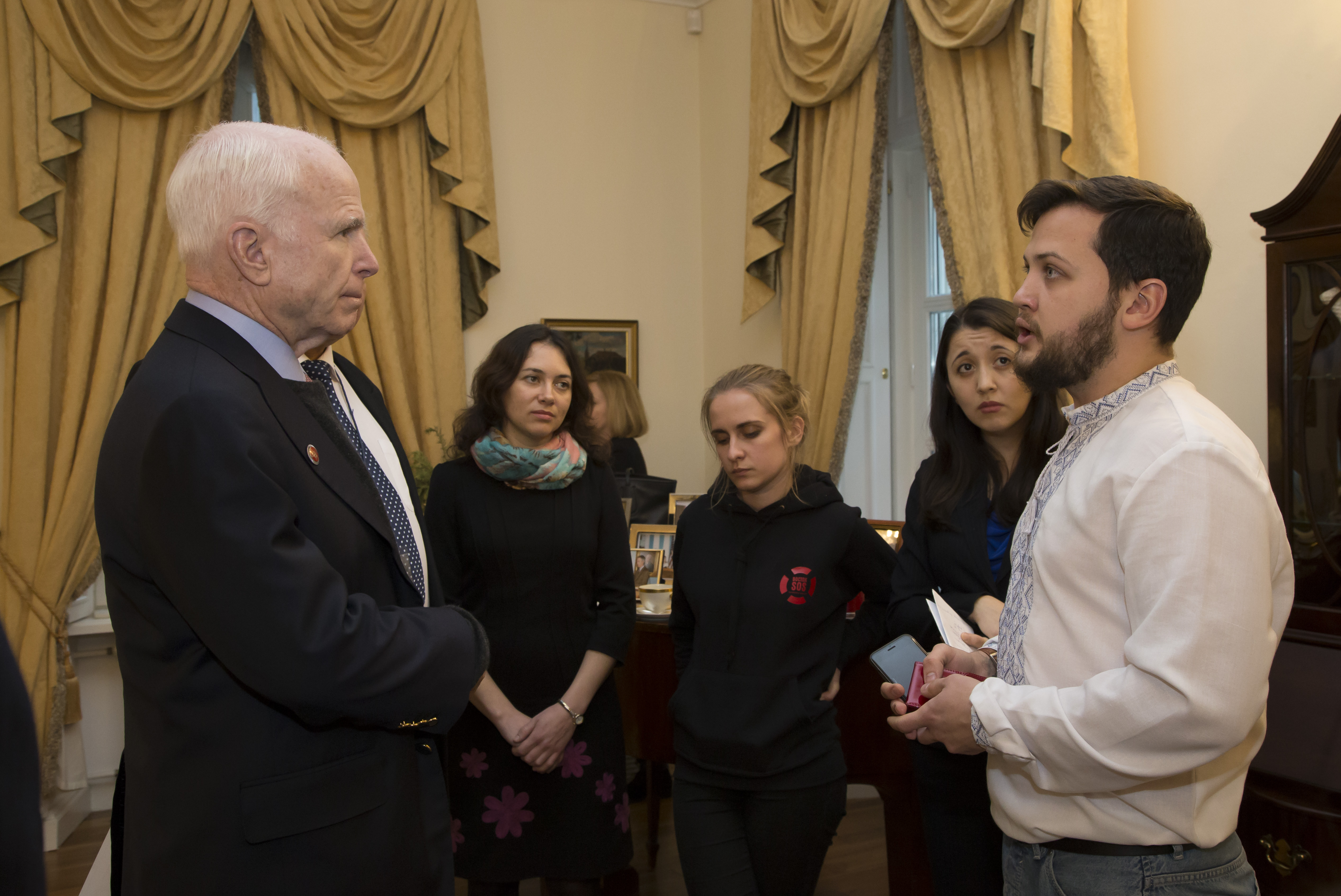
Геннадій Афанасьєв під час зустрічі з сенатором США Джоном Маккейном, 2016 рік

## Життєпис
Закінчив Таврійський національний університет за спеціальністю «право» і працював фотографом. До анексії Криму Росією в 2014 громадською діяльністю не займався, але під час військового вторгнення Росії на півострів став брати участь в акціях протесту й ходити на збори, на яких планувалися дії громадськості проти окупації. Перед «референдумом» у Криму брав участь у записі відеороликів на підтримку українських рухів. Особисто читав вірш Василя Симоненка «Де зараз ви, кати мого народу?»
З кінця серпня 2016 року Афанасьєв був спецпредставником Міністерства закордонних справ України, працював у спеціальній громадській платформі, котра сприяє визволенню українців з незаконного ув'язнення в Росії.

## Переслідування і арешт
9 травня 2014 року, під час святкування Дня перемоги, Афанасьєв був затриманий в окупованому Сімферополі. Геннадія Афанасьєва схопили на вулиці, побили, посадили до авто із мішком на голові, довго возили містом. Потім привезли до будівлі «ФСБ».
Наприкінці травня 2014 року на сайті «ФСБ» Росії з'явилася інформація про те, що начебто Геннадій Афанасьєв разом з Олегом Сенцовим, Олександром Кольченком та Олексієм Чірнієм був членом диверсійно-терористичної групи «Правого сектора» й готував низку терактів на території Криму. Одразу після появи цієї публікації російські канали показали сюжети новин, у яких Афанасьєв зізнається в тому, що він «готував терористичні акти», і називає Сенцова «лідером угруповання».
24 грудня 2014 року на закритому засіданні Московським міським судом визнаний винним у тероризмі й засуджений до семи років позбавлення волі з відбуванням покарання в колонії суворого режиму. За версією російського слідства, українець Генадій Афанасьєв начебто «входив у кримську групу Сенцова, створену в квітні 2014 року за вказівкою «Правого сектора». Геннадій, за версією слідчих, був причетний до підпалу 14 квітня 2014 року будівлі «російської громади Крима» та, 18 квітня, — місцевого відділення «Єдиної Росії». Росіяни також звинувачували його у начебто підготовці підриву пам'ятника леніну на Вокзальній площі Сімферополя й меморіалу Вічного вогню.

## Свідок обвинувачення
31 липня 2015 року, виступаючи на «суді» у справі українців Олега Сенцова й Олександра Кольченка як «свідок обвинувачення», Афанасьєв заявив, що відмовляється від даних раніше свідчень, оскільки вони були надані під тиском. «Підсудні» зустріли ці слова оплесками.
За даними адвоката, Афанасьєва били боксерськими рукавичками, надягали протигаз, затискаючи повітря, упорскували всередину протигаза газ, який викликав блювання, катували електричним струмом, у тому числі прикріплювали дроти до статевих органів, погрожували зґвалтувати паяльником, позбавляли сну протягом десяти днів. Це змусило його підписати потрібні слідству свідчення.
5 серпня 2015 року співробітники «федеральної служби безпеки» Росії відвідали Афанасьєва та запитали, хто сказав йому відкликати свідчення. Після відмови відповідати, Генадія Афанасьєва вдарили по гомілці. Протягом двох днів, 8 та 9 серпня, ані його родина, ані його адвокат не могли зв'язатися з ним і побоювалися щодо його безпеки. Нарешті 13-го серпня його адвокату вдалося побачитися з ним, і він помітив, що у Геннадія були синці.
12 серпня медики російського «СІЗО-1» м. Ростова-на-Дону зафіксували в Геннадія Афанасьєва наявність гематоми й направили документи в «слідчий комітет» Росії.
19 серпня 2015 року міжнародний правозахисний центр «Меморіал» визнав Геннадія Афанасьєва політв'язнем.
4 вересня 2015 року Геннадія Афанасьєва росіяни етапували в Республіку Комі, у «ВК-25» міста Сиктивкара.
9 лютого 2016 року Геннадія Афанасьєва привезли у «ЄПКТ ФКУ» (єдине приміщення камерного типу «федеральної» казенної установи) «ВК-31» «ФСВП РФ» по Республіці Комі.

## Екстрадиція
У березні 2016 року Україна звернулася до Росії з проханням про екстрадицію чотирьох українців, у тому числі Геннадія Афанасьєва.
14 червня 2016 року Афанасьєв і Юрій Солошенко повернулися в Україну; їх обміняли на фігурантів справи про сепаратизм, українських громадян, Олену Гліщінську й Віталія Діденка.
Після звільнення з російського ув’язнення він певний час проходив реабілітацію у Чехії .
Геннадій Афанасьєв подав у Європейський суд із прав людини позов на російське правосуддя за катування, яких він зазнав у в'язницях російської «федерації». 16 червня 2016 року Європейський суд із прав людини прийняв позов Генадія Афанасьєва.

## Подальше життя
З липня 2016 до жовтня 2018 року співпрацював із Крим.Реалії — кримським проєктом української служби Радіо Свобода. Опублікував 80 колонок спогадів про арешт та ув'язнення. На основі цих публікацій у 2018 році видав книгу «Піднятися після падіння».
З першого дня повномасштабного російського вторгнення в Україну 2022 року служив у лавах Збройних сил України, захищав Київ.
Воював у складі 130 батальйону ТРО 241 бригади, позивний «Тор». Загинув 18 грудня 2022 року на Луганщині під Білогорівкою. Прощання і відспівування відбулось на території Михайлівського Золотоверхого Собору 30 грудня.

## Нагороди
- Орден «За мужність» III ст. (9 січня 2023, посмертно) — за особисту мужність і самовідданість, виявлені у захисті державного суверенітету та територіальної цілісності України, вірність військовій присязі[23]

## Вшанування пам'яті
- 26 липня 2024 року у місті Одеса вулицю Генерала Цвєтаєва перейменували на вулицю Геннадія Афанасьєва.[24]
- 29 серпня 2024 року Київська міська рада перейменувала вулицю Костянтина Заслонова на вулицю Геннадія Афанасьєва.[25]

### Виступи та інтерв'ю після звільнення
- Оксана Коваленко, Галина Титиш, Без жодного шансу: Афанасьєв і Солошенко про те, як ФСБ ламає людей у полоні [Архівовано 17 червня 2016 у Wayback Machine.], Українська правда, 17.6.2016.
- Крим. Реалії [Архівовано 18 серпня 2016 у Wayback Machine.]
- Інтерв'ю [Архівовано 8 липня 2016 у Wayback Machine.] Радио Крым. Реалии, 6.7.2016. (рос.)
- відео промови Солошенка і Афанасьєва після їхнього повернення в Україну [Архівовано 16 вересня 2016 у Wayback Machine.] Захід.нет
- ТСН [Архівовано 27 червня 2018 у Wayback Machine.] Відеозвернення на підтримку Олега Сенцова